# ディープ・ライジング
『ディープ・ライジング』（SHARK ATTACK 2）は、2000年のアメリカ製作のオリジナルビデオ映画。監督はデヴィッド・ワース。 
サメを題材にしたパニック映画『シャークアタック』の続編である。続編として『ディープ・ライジング コンクエスト』 (Shark Attack 3: Megalodon) が作られた。

## キャスト
※括弧内は日本語吹替
- ニック - トーステン・ケイ（寺杣昌紀）
- サマンサ - ニキータ・エイガー（岡本章子）
- マイケル - ダニー・キーオ（佐々木梅治）
- ロイ - ダニエル・アレクサンダー（桐本琢也）
- モートン - ウォリック・グリア（中田雅之）
- その他吹き替え - 堀川仁、佐々木誠二、多田野曜平、川村拓央、浅井晴美、浜野ゆうき

## スタッフ
- 監督：デヴィッド・ワース
- 製作：ダニー・ラーナー
- 製作総指揮：アヴィ・ラーナー、ダニー・ディムボート、トレヴァー・ショート
- 脚本：スコット・ディヴァイン、ウィリアム・フック
- 撮影：ヨッシー・ウェイン
- 音楽：マーク・モーガン
- 編集：イリト・ラズ